# Яхновский, Иван Тимофеевич
Иван Тимофеевич Яхновский (13 [25] июня 1881, Камышня, Миргородский район — 8 ноября 1966, Москва) — участник революционного движения в России, советский партийный и хозяйственный деятель.

## Биография
Родился в Полтавской губернии в семье рабочего, с 1895 работал в Харькове формовщиком литейного цеха паровозостроительного завода. В начале 1900-х включился в революционное движение, с 1901 — член РСДРП. В 1902 призван на службу во флот, в 1903 стал одним из организаторов и председателем социал-демократической организации Черноморского флота в Севастополе. В 1904 году был арестован, бежал, эмигрировал в Женеву. 
После начала революции 1905 года вернулся в Россию, вёл партийную работу в Ростове-на-Дону, затем — в Санкт-Петербурге. Арестован, осуждён к каторжным работам и последующей ссылке, с 1908 отбывал каторгу и ссылку в Восточной Сибири. Февральскую революцию и октябрьский переворот 1917 встретил в Иркутске. После падения Советской власти в Иркутске в 1918 ушёл в партизаны, был командиром отряда, впоследствии — комиссаром 69-й бригады Красной Армии. В 1920 — член Иркутского горкома и укома РКП(б), член Президиума горсовета. С 1921 по 1923 находился на руководящей работе в ВЧК — ГПУ, с 1924 — на хозяйственной и профсоюзной работе.
С 1943 года — персональный пенсионер.
Автор статей о революционном движении в Черноморском флоте.
Умер 8 ноября 1966 года в Москве, похоронен в Севастополе на кладбище Коммунаров.

## Публикации
- Революционная работа в Черноморском флоте, «Каторга и ссылка», 1925, No 5(18);
- Подпольная работа моряка в 1903—1904 гг., «Военно-исторический журнал», 1963, No 11;
- Незабываемое, «Вопросы истории КПСС», 1965, No 6.